# De Ferrari (stacja metra)
De Ferrari – stacja metra w Genui, położona na jedynej linii sieci.
Znajduje pod placem o tej samej nazwie, Piazza De Ferrari centralnym obszarem stolicy Ligurii, na głębokości około 20 metrów. Stacja znajduje się w pobliżu: Teatro Carlo Felice, Galleria Mazzini, Pałacu dożów i Via XX Settembre.
Zaprojektowana przez Renzo Piano z modyfikacjami Renzo Truffelliego, stacja została otwarta 4 lutego 2005 roku.. Była to stacja końcowa linii do czasu otwarcia ostatniego przedłużenie do stacji Brignole 21 grudnia 2012.